# SN 2003cy
SN 2003cy – supernowa odkryta 30 marca 2003 roku w galaktyce A104604+2720. W momencie odkrycia miała maksymalną jasność 19,00m.